# Одељење језика и књижевности САНУ
Одељење језика и књижевности САНУ једна је од организационих јединица Српске академије наука и уметности. Она покрива две научне области: науку о језику и науку о књижевности, али га чине и истакнути књижевни ствараоци – песници, прозни и драмски писци, књижевни критичари и есејисти.

## Историјат
Историја Одељења језика и књижевности САНУ започиње са оснивањем и првим радним даном највише културне установе код Срба, јер су основни задаци Друштва српске словесности од 1842. године, пре него што је подељено на одсеке, били усресређени на језик и књижевност.
Током 175 година, Одељење је променило неколико назива: Одсек језикословни (Друштво српске словесности, 1850), према уставу Српског ученог друштва, назива се Одсек за науке моралне, језикословне и литерарне, а према новом Уређењу Друштва (1877), назив се мења у Одбор за науке филозофске и филолошке; неколико чланова је деловало и у оквиру (Петог) Одбора за ширење наука и књижевности у народ (1883-1884). Од оснивања Академије, називи су били: Академија наука философских (уз напомену да неки од филолога и књижевника припадају и другим стручним академијама, Српска краљевска академија, 1887); Одељење литературе и језика (Српска академија наука, 1947), Одељење језика и књижевности (Српска академија наука и уметности, 1969).
После неколико неуспелих покушаја оснивања научног друштва, у деценијама обележеним размимоилажењем око неприхватања и прихватања Вукове реформе, са преласком Лицеја из Крагујевца у Београд 1841. године, стекли су се научни и објективни услови да се приступи оснивању Ученог друштва. Именовање првих чланова, а затим и избор нових, показују да је, и поред наслова који је упућивао на „српску словесност” уопште, у основи покретачке идеје Друштва било старање о књижевном језику, као и о ширењу наука („народном просвећивању”). У складу са том идејом, покренута су издања: Гласник и Засебна издања (нешто од рада Друштва објављивано је у Српским новинама и у Подунавци).
После првих година деловања Друштва, чији су чланови у почетку били повезани заједничким задатком – стварањем научне терминологије – када се од тога одустало, од 1845. године дошло је до већих промена у програму рада. Због све веће ширине тема, које су обухватале српску науку уопште, чије је средиште било Друштво српске словесности, оно је морало да буде подељено на одсеке по струкама (1850). Први је био Одсек језикословни, коме су припадали филолози, историчари књижевности и писци. Програм језика и књижевности изнет је у новом Уставу Друштва српске словесности (1846) и био је подељен на теоријски (филолошки) и практични (књижевни) део. Чланови Друштва били су најистакнутији филолози и писци: Вук Караџић, Јован Стерија Поповић, Сима Милутиновић Сарајлија, Ђура Даничић, Петар II Петровић Његош, Јаков Игњатовић, Јован Јовановић Змај, Љубомир Ненадовић, Матија Бан и други, док од странаца Павле Јосиф Шафарик, Јакоб Грим, Јернеј Копитар и други.
У оквиру Српског ученог друштва, језик и књижевност припадали су Одсеку за науке моралне, језикословне и литерарне (од 1877. године Одбор за науке филозофске и филолошке). Тежиште је било на научном карактеру Друштва и на националним наукама. Рад Одсека/Одбора умногоме био је обележен неслагањима између присталица строго научне концепције и присталица популарисања науке и просвећивања. Створен је нови (Пети) Одбор за ширење наука и књижевности у народ, али је његов рад убрзо престао.
Језик и књижевност у Српској краљевској академији добибјају своје место у реду Академије наука философских, са задатком да унапређује науку, да се бави научним истраживањима и помаже развој „више уметности”. Први чланови тог одељења били су: Стојан Новаковић, Милан Кујунџић, Светислав Вуловић и Светомир Николајевић. Покрећу се серије научне грађе за српску књижевност; организују се истраживања у страним библиотекама и архивима (пребирају се и преписују средњовековни рукописи), организује се рад на библиографији и др. Уз велико залагање Стојана Новаковића, започет је рад на Речнику народног књижевног језика у нооснованом Лексикографском одељењу (1893).
После Другог светског рата, некадашња стручна Академија наука философских добија назив Одељење литературе и језика (1947). Прве академске беседе у Академији, која је интензивно обнављала свој рад, одржали су 1946. године њени чланови Иво Андрић и Вељко Петровић и проглашени су за редовне чланове. У првом послератном периоду међу члановима Одељења били су угледни писци: Иво Андрић, Исидора Секулић, Вељко Петровић, Марко Цар, Стеван Јаковљевић, Јован Поповић, Десанка Максимовић; од филолога и историчара књижевности: Александар Белић, Петар Колендић, Глигорије Елезовић, Михаило Стевановић, Милан Будимир, Милош Ђурић, Милан Богдановић, Велибор Глигорић и други.
На садржај рада Одељења у том периоду у великој мери је утицала околност да су у његовом саставу били новоосновани Институт за српски језик (1947), који је у основи вио наследник бившег Лексикографског одсека, 1958. године преименован у Институт за српскохрватски језик, Институт за проучавање књижевности и Институт за источне и западне словенске језике и књижевности (од 1953. године, његов рад је наставио Одбор за израду чешко- и пољско-српскохрватског речника). Одељење је неколико година водило цео поступак око израда и одбрана докторских дисертација. У Одељењу је стекло докторате неколико његових каснијих чланова (Ирена Грицкат, Милка Ивић, Павле Ивић).
После осамостаљења или укидања института, садржај рада Одељења је био измењен. Поред сталне бриге од постојећим одељенским публикацијама (Зборник историје књижевности, Посебна издања, Глас), о рецензијама рукописа књига и научних прилога, Одељење се све више усмерава на непосредни научни рад, који се великим делом организује у оквиру одбора и посебних пројеката. Одељење доноси дугорочне програме који се и остварују преко одбора, настојећи да обухвати све филолошке и књижевне дисциплине. Због обима истраживачких послова, у одборе су улазили и сарадници ван Академије и самог Одељења, а за одређене теме оснивају се и међуакадемијски одбори. Сада су на старању Одељења одбори за које су најчешће везани одговарајући пројекти: Одбор за Речник САНУ, Одбор за ономастику, Старословенски одбор, Одбор за проучавање српског језика у светлу савремених лингвистичких теорија, Одбор за етимолошки речник српског језика, Одбор за проучавање српског језика у поређењу са другим језицима и књижевностима, Одбор за народну књижевности, Одбор за проучавање историје књижевности, Одбор за критичка здања српских писаца, Међуакадемијски одбор за дијалектолошке атласе, Међународни одбор за изучавање репресије (Голи оток и остали логори и затвори).
Један од видова рада Одељења одвија се организовањем домаћих и међународних научних скупова и објављивањем зборника реферата са тих скупова. Осим скупова, Одељење организује и свечане академије посвећене значајним члановима, писцима, филолозима, историчарима књижевности, домаћим и страним, из читавог периода од 175 година. Одељење је развило богату научну сарадњу са другим академијама.
У раду највиших управних тела Академије учествовали су најугледнији чланови из реда филолога, књижевних историчара и писаца. Председници су били: Стојан Новаковић (1906-1915), Александар Белић (1937-1960), Велибор Глигорић (1965-1971).
Дужност секретара Одељења вршили су: Вељко Петровић (1948-1951), Петар Колендић (1951-1961), Стеван Јаковљевић (1961-1962), Војислав М. Ђурић (1962-1975), Антоније Исаковић (1975-1981), Мирослав Пантић (1981-1994), Предраг Палавестра (1994-2013), Предраг Пипер (2013).

## Наука о језику
Наука о језику изучава се у Одељењу посредством више научних пројеката у различитим одборима – Одбор за Речник српскохрватског књижевног и народног језика, Одбор за Српски етимолошки речник, Одбор за ономастику. Наука о језику се изучава и путем акивности међуодељењских одбора за дијалектолошке атласе европских, општекарпатских и словенских земаља, као и кроз Старословенски одбор у којем се упоредо проучава средњовековна српска језичка и књижевна традиција и стари споменици српске писмености.

## Наука о књижевности
Наука о књижевности се проучава у одељењским одборима за народну књижевност, Одбору за књижевне теорије, Одбору за проучавање историје књижевности, Одбору за критичка издања српских писаца и кроз Одбор за фототипска издања САНУ, Матице српске и Народне библиотеке Србије.
Индивидуални пројекти чланова Академије у Одељењу језика и књижевности обухватају историју српског језика, језичка, графијска и правописна истраживања старих српских рукописних и штампаних споменика, српско-италијанске и италијанско-српске културне везе, одјеке усмене књижевности у писаној књижевности, проучава српску књижевност у 20. веку и историју дубровачке књижевности.
Одељење се стара о научним пројектима на пољу књижевности у Огранку САНУ у Нишу и Центру за научна истраживања у Крагујевцу.
У одборима и на пројектима Одељења окупљено је неколико десетина научних радника, универзитетских професора и писаца. Самостално и тимски они раде на темама које су усаглашене са Академијиним програмима и научним пројектима језичких и књижевних наука.